# Modello BDI
Il modello BDI (beliefs, desires, intentions, letteralmente "convinzioni, desideri, intenzioni") consente di rappresentare le caratteristiche e le modalità di raggiungimento di un obiettivo (goal) in un sistema costruito secondo i paradigmi degli agenti software.
Il raggiungimento dell'obiettivo è ciò per cui l'agente lavora. Questo è identificato da una progressione dei suoi stati interni che tende all'attuazione del compito in maniera stabile mediante la determinazione delle azioni che l'agente è in grado di intraprendere. La più semplice implementazione di questo concetto è un algoritmo che restituisca un valore indicante il successo se l'obiettivo viene raggiunto. Comunque si possono dividere i più complessi goal in differenti categorie:
- achievement goals (obiettivi a lungo termine)
- satisfaction goals (obiettivi ricorrenti, come il raccoglimento di risorse)
- preservation goals (conservazione della vita e delle proprietà)
- delta goals (ad esempio cambiamenti di stato).

Nell'approccio BDI, si includono nel raggiungimento dell'obiettivo anche intenzioni e aspetti motivazionali, altre implementazioni di questo aspetto sono il CosTrader language e le estensioni CosNotification, oltre a linguaggi OCL e XML-based.
Queste architetture che si basano sul concetto di practical reasoning proposto dal filosofo Michael Bratman consentono di effettuare l'analisi del processo di ragionamento compiuto delle persone quando mirano a soddisfare le loro aspettative nel mondo reale è associata univocamente all'analisi compiuta nella prospettiva di realizzare un sistema artificiale che simuli un tale comportamento.
Il practical reasoning è composto da due principali processi:
- il processo di decisione tra un insieme di differenti prospettive
- il processo per il raggiungimento della condizione prospettata.

Momento fondamentale del practical reasoning è quindi la scelta dei propri obiettivi fra quelli che si ritiene raggiungibili. Questo processo di scelta presuppone la conoscenza sia delle opzioni a disposizione, sia dei propri desideri. Le decisioni prese hanno differenti gradi di complessità e d'importanza: si possono fare scelte fondamentali, come decidere di sfruttare un'opportunità totalmente nuova e inaspettata, o decidere semplicemente il modo migliore di fare qualcosa. Una volta scelto un determinato obiettivo, ci si adopera per conseguirlo finché non lo si raggiunge; l'obiettivo viene abbandonato solo se si ritiene che la possibilità di conseguirlo sia divenuta remota o se si prospetta un'alternativa più desiderabile. Nella teoria del practical reasoning questo passaggio è descritto come trasformazione delle opzioni scelte in intenzioni, che hanno la caratteristica di persistere finché le nostre credenze (belief) le fanno ritenere ragionevoli.
Nel processo descritto si possono chiaramente identificare il comportamento proattivo (persistenza delle intenzioni) e reattivo (abbandono delle intenzioni perché non più convenienti ed adozione di un nuovo obiettivo). Il comportamento reattivo ci permette di verificare le nostre scelte alla luce delle ultime informazioni, invece di concentrarci ciecamente su ciò che abbiamo precedentemente deciso.
La caratteristica fondamentale delle architetture BDI è quella di utilizzare strutture dati che corrispondono ai beliefs, desires e intentions cui si riferisce la teoria del practical reasoning; i processi di decisione sono realizzati da funzioni che agiscono su queste strutture. Al modello BDI non corrisponde un'unica realizzazione architetturale concreta: i principali riferimenti sono il sistema IRMA (Bratman 1988), di tipo deliberativo, ed il sistema PRS (Georgeff 1987), di tipo ibrido.
Il BDI ha anche suscitato un certo interesse nella psicologia, esso ha costituito la base per un modello computazionale di ragionamento infantile.